# Naked Raygun
Naked Raygun es un grupo de punk rock proveniente de Chicago. Inicialmente activos desde 1980 hasta aproximadamente 1992, la banda tuvo varias reuniones de corta vida y una reformación definitiva en 2006.
Desde el principio, su música tenía un fuerte sentido melódico. Las letras de Pezzati exploraban problemas de la clase obrera. Naked Raygun empezó con un fuerte estilo hardcore punk, luego evolucionando a un estilo más post-hardcore. A principios de los años 90, las tendencias melódicas de Naked Raygun se empezaron a pronunciar aún más, con fuertes influencias power pop del estilo de Buzzcocks, Stiff Little Fingers y The Jam.

## Historia

### Primera etapa
La banda fue formada en 1980 por Santiago Durango, Marco Pezzati y Jeff Pezzati. Este último terminaría siendo el único miembro constante a lo largo de la vida de Naked Raygun. Los futuros miembros de la banda serían los bateristas Bobby Strange, Jim Colao, y Eric Spicer; los bajistas Marko Pezzati, Pierre Kezdy, y Camilo Gonzalez; los guitarristas Santiago Durango, John Haggerty, y Bill Stephens; y el teclista John Lundin.
Durango y Pezzati también eran miembros de Big Black.
En 1992, Naked Raygun se separa.

### Post Naked Raygun
En 1989, John Haggerty abandona Naked Raygun para formar Pegboy con su hermano menor Joe y Steve Saylors y Larry Damore de los Bhopal Stiffs.
Jeff Pezzati es el cantante principal en The Bomb.

### Reuniones
Una reunión con dos shows en 1997 engendró el álbum en vivo Free Shit!.
El 16 de agosto de 2006 se anunció que Naked Raygun se reunirían para el festival anual punk Riot Fest, basado en Chicago.
La banda también tocó en un concierto de bajo perfil, y solo para invitados, el 19 de octubre del mismo año, en el pub Cobra Lounge de Chicago.
Seguido a su reunión, Naked Raygun anunció que estaban de vuelta. La alineación consiste de la formación presente en Raygun...Naked Raygun: Pezzati, Stephens, Kezdy y Spicer.
El 14 de julio de 2009 se anunció que Naked Raygun iba a volver al estudio por primera vez desde 1997, para una serie de sencillos de 7 pulgadas en la discográfica Riot Fest Records. Después de los sencillos, la banda planea lanzar un LP, el primero desde Raygun...Naked Raygun de 1990.

## Discografía

### Álbumes
- Basement Screams (12", 1983, bajo Ruthless Records)
- Throb Throb (LP, 1985, bajo Homestead Records)
- All Rise (LP, 1986, bajo Homestead Records)
- Jettison (LP, 1988, bajo Caroline Records)
- Understand? (LP, 1989, bajo Caroline Records)
- Raygun...Naked Raygun (LP, 1990, bajo Caroline Records)
- Last of the Demohicans (CD, 1997, bajo Dyslexic Records)
- Free Shit! (CD/LP en vivo, 1997, bajo Haunted Town Records)
- What Poor Gods We Do Make (CD/DVD, 2007, bajo Riot Fest Records)

### EP
- Treason (12", 1989, bajo Caroline Records)

### Sencillos
- Flammable Solid (7", 1983, bajo Ruthless Records)
- Vanilla Blue (7", 1987, bajo Sandpounder Records)
- Home (7", 1990, bajo Caroline Records)

### Compilaciones
- Busted at Oz (LP, 1981, bajo Autumn Records)
- Rat Music for Rat People, Vol. 3 (LP, 1987, bajo CD Presents)
- Somethings's Gone Wrong Again: The Buzzcocks Covers Compilation (CD/LP, 1992, bajo C/Z Records)